# Список творческих работ Кэри Гранта

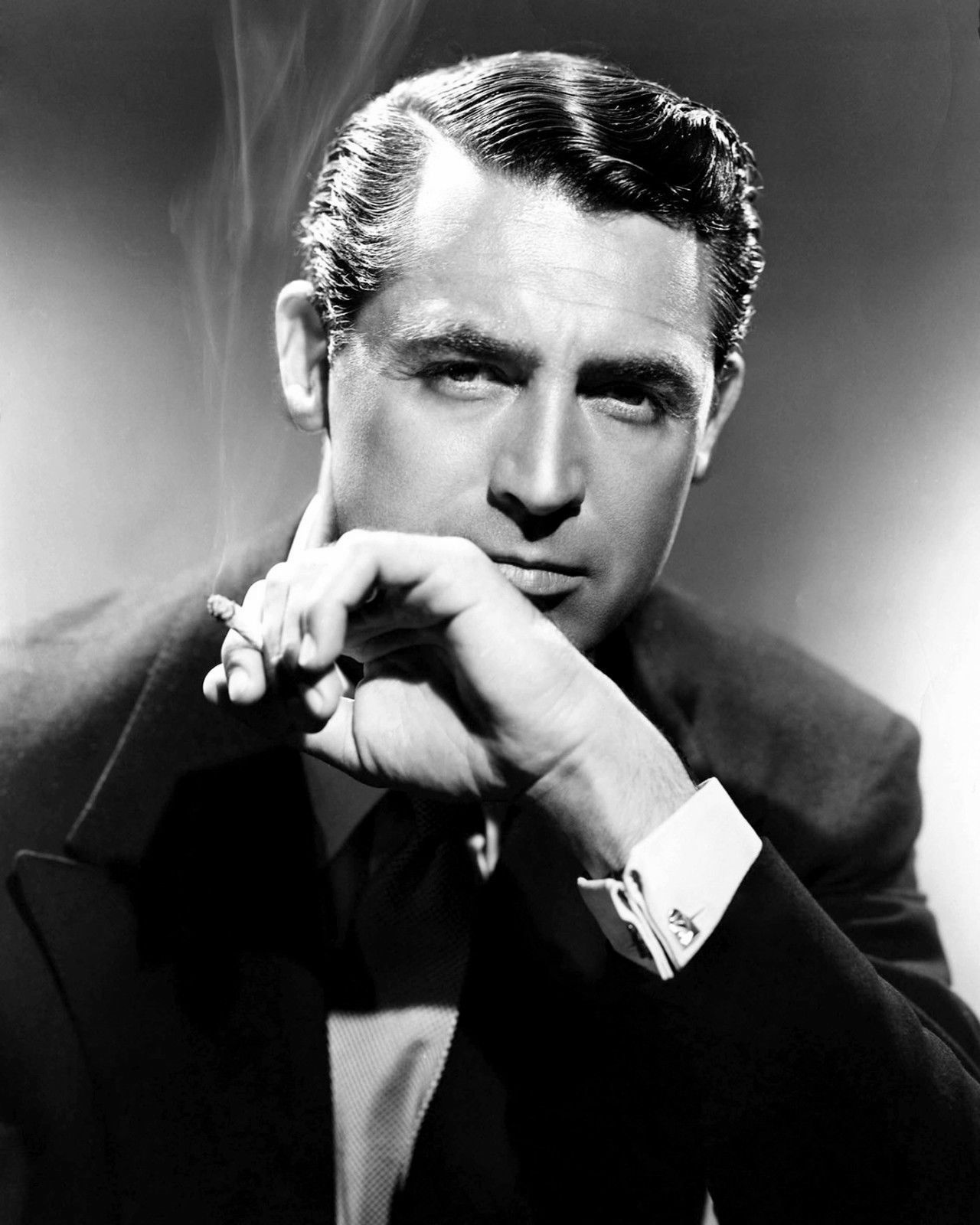
Студийная фотография Кэри Гранта в 1940-е годы

В список творческих работ англо-американского актёра Кэри Гранта (1904—1986) входят работы в кинематографе, в театре и на радио, которые охватывают 46 лет его актёрской карьеры (с 1920 по 1966 год). За годы кинокарьеры с 1932 по 1966 год он снялся в семидесяти двух полнометражных фильмах. Начав свою актёрскую карьеру в 1920-е годы с участия в водевилях и на Бродвее, в 1931 году Грант перебрался в Голливуд, где он начал сниматься в небольших ролях в комедийных фильмах и драмах докодексового периода. В конце 1930-х годов он получил широкую известность благодаря участию в бурлескных и романтических комедиях. В период с 1940-х годов до середины 1960-х годов, Грант активно снимался в кино, преимущественно в фильмах Альфреда Хичкока, Говарда Хоукса, Сидни Шелдон и Стэнли Донена. Ряд кинокартин с участием актёра являются классикой американского кино, а десять фильмов были внесены в Национальный реестр фильмов Библиотеки Конгресса, представляющих культурное, историческое или эстетическое значение. За свою кинокарьеру Грант дважды был номинирован на кинопремию «Оскар» и на пять премий «Золотого глобуса», а также считается одним из самых выдающихся актёров в истории американского кинематографа и «Золотого века» Голливуда.

## Начало карьеры в театре и в кино

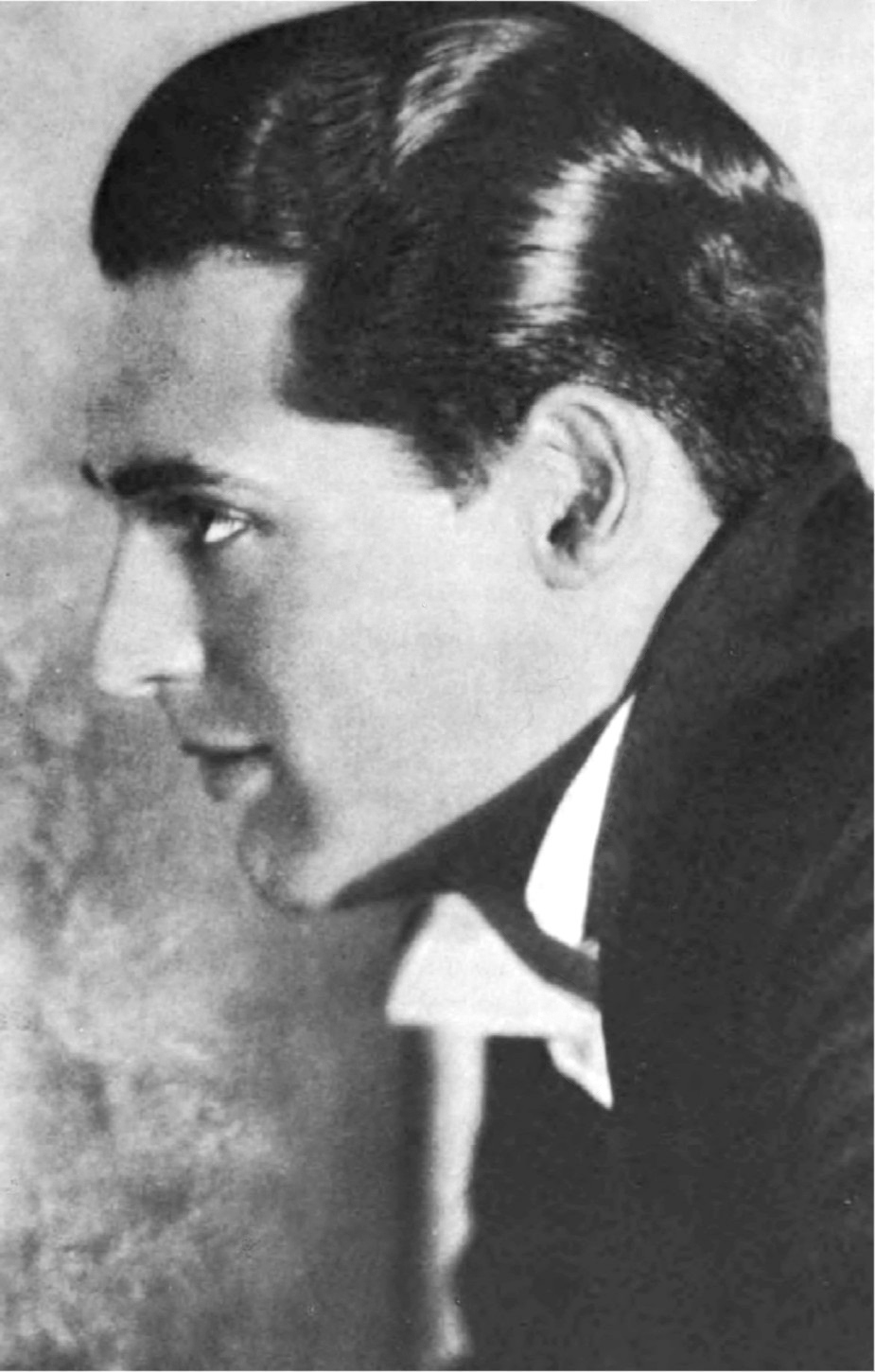
Грант в начале 1930-х годов

Свой творческий путь уроженец Бристоля Арчибальд Алек Лич (позже сменивший имя на Кэри Грант) начал в подростковом возрасте, когда он присоединился к водевильной труппе Боба Пендера. В труппе его обучали акробатическим трюкам, хождению на ходулях и пантомиме, а позже выступал с ней в провинциальных городах Англии. В 1920 году труппа отправилась в гастрольный тур по США, где юный Грант принимал участие в ревю «Хорошие времена» в качестве одного из ходоков на ходулях. Постановка длилась девять месяцев и пользовалась успехом у зрителей. После окончания тура Грант остался в США и в течение нескольких лет гастролировал по стране с акробатическими номерами. В 1927 году он дебютировал в бродвейском комедийном мюзикле Реджи Хаммерштейна «Золотой рассвет». Несмотря на неоднозначную реакцию критиков на постановку, они высоко оценили игру Гранта, назвав его «компетентным молодым новичком». В 1928 году он исполнил роль Рекса Вана Зиле в постановке Хаммерштейна «Полли», а через год появился с небольшой ролью в мюзикле «Бум-Бум» под руководством братьев Шуберт. С 1929 по 1931 год Грант продолжал выступать в различных театральных постановках братьев Шуберт, включая «Уличный певец», «Музыка в мае» и «Нина Роза», пока не был уволен из-за финансовых трудностей театра. Позже импресарио Уильям Б. Фридландер предложил ему роль в своём мюзикле «Никки», но после тридцати девяти выступлений спектакль был отменён. В это же время Грант решил попробовать свои силы в киноиндустрии.

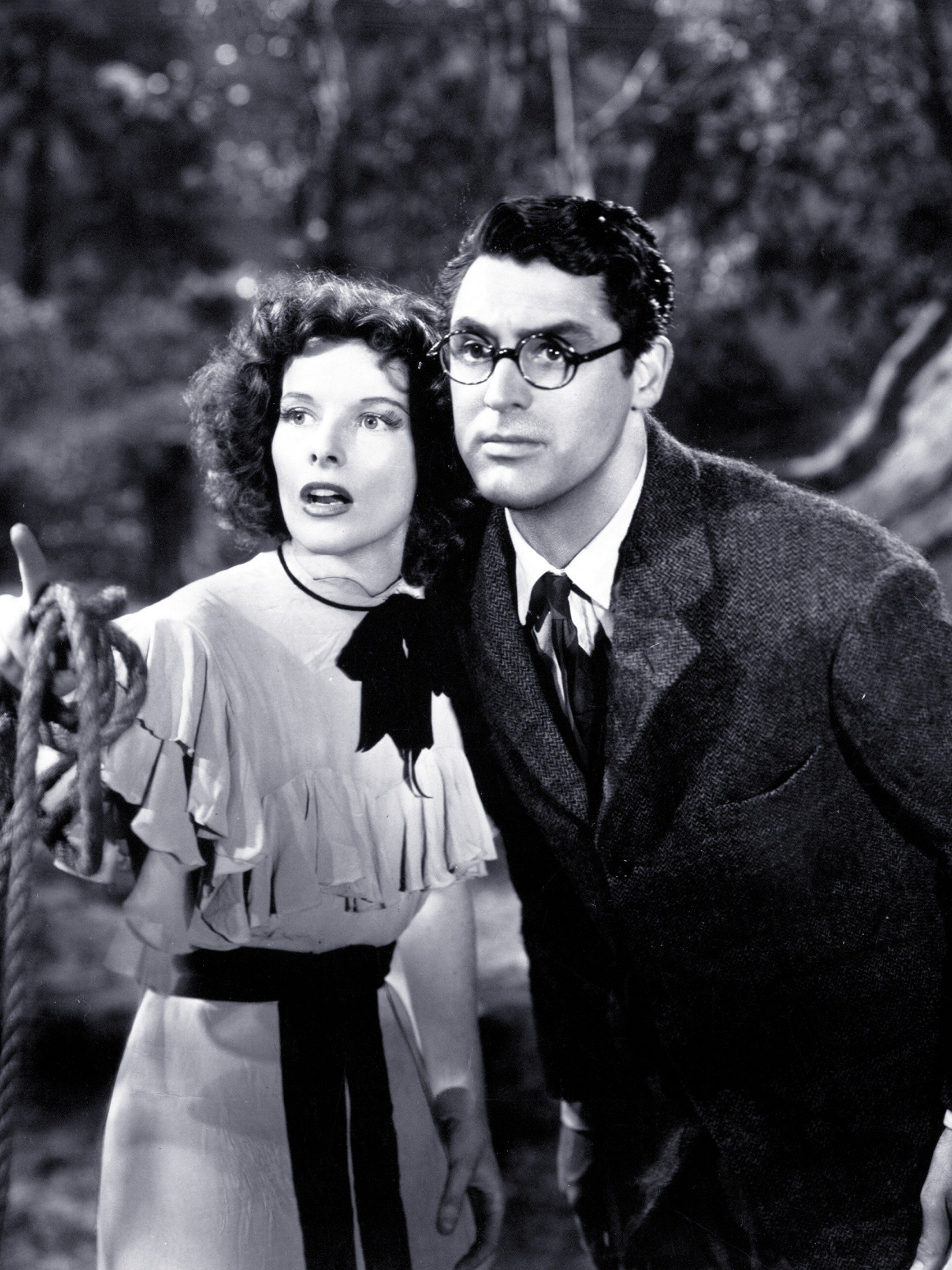
Кэри Грант и Кэтрин Хепбёрн в фильме «Воспитание крошки», 1938 год

В 1931 году он отправился в Голливуд, где подписал контракт со студией Paramount, выбрав себе сценический псевдоним «Кэри Грант». Его полнометражным дебютом стала комедия «Эта ночь» (1932), где он сыграл второстепенного персонажа — спортсмена-метателя копья Стивена Мэтьюсона. В том же году Грант принял участие в съёмках «Белокурая Венера» с Марлен Дитрих, «Дьявол и глубина» с Таллула Бэнкхед и «Мадам Баттерфляй» с Сильвией Сидни. Эти работы не принесли ему широкой известности, но закрепили за ним репутацию одного из восходящих актёров Голливуда. С 1934 по 1935 год последовали провальные фильмы с его участием: драма «Рождённая быть плохой» (1934), комедии «Поцелуй и накрась губы» (1934) и «Дамам стоит послушать» (1934), а также приключенческая мелодрама «Крылья во тьме» (1935) с Мирной Лой. В этот же период вышла романтическая комедия Джорджа Кьюкора «Сильвия Скарлетт» (1935), где Грант предстал в роли мошенника Джимми Монкли в паре с Кэтрин Хепбёрн. Несмотря на неудачу фильма в коммерческом плане, игра Гранта получила похвалу критиков. В 1936 году, когда истёк срок контракта с Paramount, Грант заключил совместный контракт с RKO и Columbia Pictures, что позволило ему выбирать проекты, которые соответствовали его актёрскому стилю. Вскоре после заключения контрактов он появился в успешных комедийных картинах, ставших знаковыми в его карьере: «Топпер» (1937) с Констанс Беннетт и Роландом Янгом и «Ужасная правда» (1937) с Айрин Данн и Ральфом Беллами. Годом позже актёр вместе с Кэтрин Хепбёрн снялся в двух кинолентах: «Воспитание крошки» и «Праздник». Несмотря на благожелательные отзывы критиков, фильмы были плохо приняты публикой. Лишь только спустя годы «Воспитание крошки» обрёл популярность и приобрёл культовый статус. В 1939 году Грант исполнил роли сержанта британской армии Арчибальда Каттера в приключенческом фильме «Ганга Дин», пилота Джеффа Картера в драме «Только у ангелов есть крылья» и богача Алека Уокера в мелодраме «Лишь на словах».
С начала кинокарьеры за Кэри Грантом закрепилось амплуа «красивого, ухоженного светского человека с необычным акцентом, обладающего безупречными манерами, остроумием и элегантностью» на многие годы вперёд. Также отличительной особенностью Гранта являлся его уникальный акцент. Своеобразное произношение у него сформировалось в результате усердных попыток избавиться от сильного лондонского акцента рабочего класса после переезда в США и представляло собой сочетание английского языка высшего общества, кокни и австралийского диалекта. Годы спустя, такой акцент стал визитной карточкой актёра.

## Кинокарьера в 1940-х годах

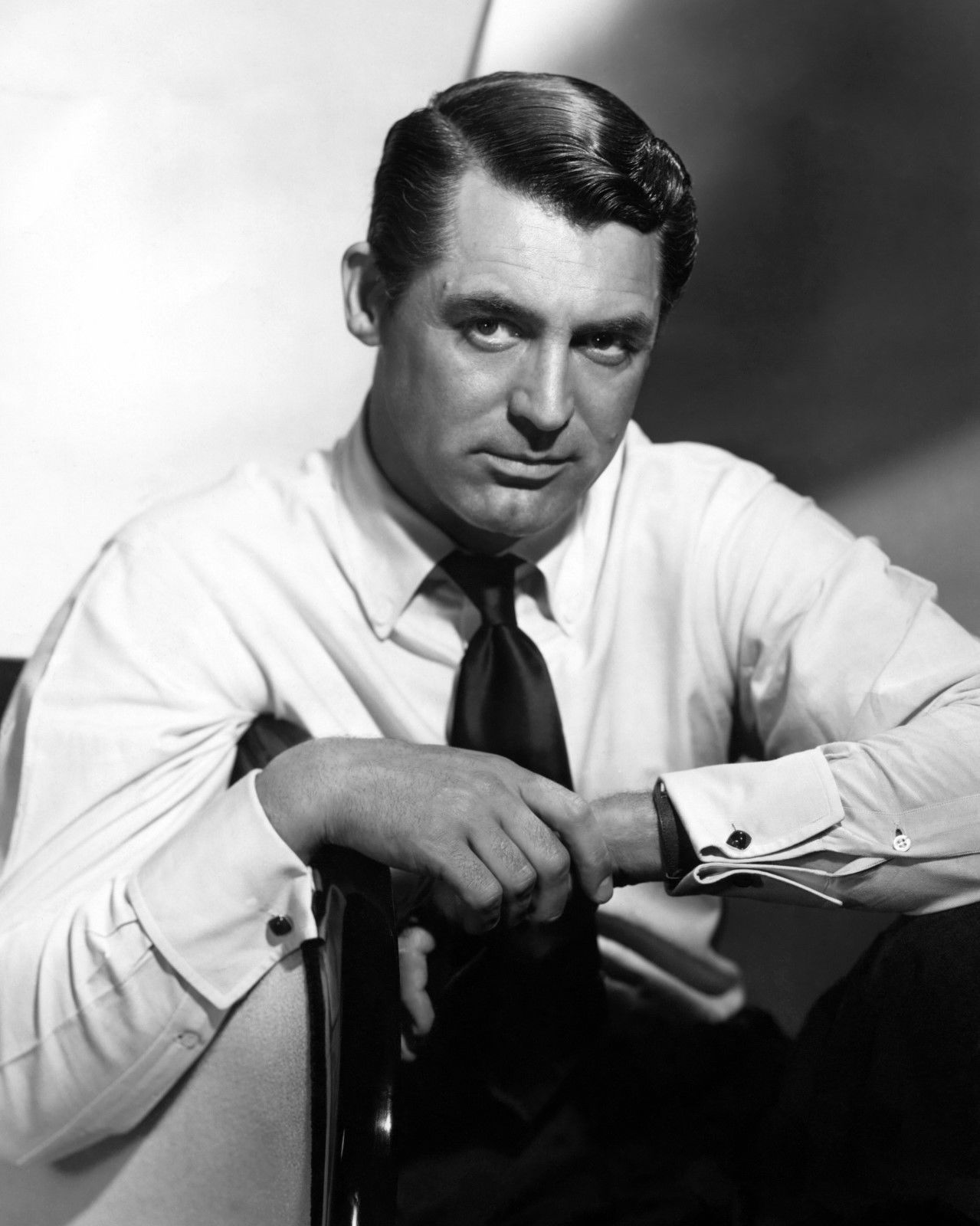
Кэри Грант в 1940-е годы

В 1940 году Грант снялся в романтической комедии Говарда Хоукса «Его девушка Пятница». В этой картине он воплотил образ самоуверенного и властолюбивого главного редактора чикагской газеты, стремящегося вернуть бывшую супругу и лучшего репортёра, сыгранную Розалинд Расселл. Фильм имел большой коммерческий успех, как следующие фильмы с участием актёра: «Моя любимая супруга» (1940) с Айрин Данн и «Филадельфийская история» (1940) с Кэтрин Хепбёрн и Джеймсом Стюартом. В 1941 году Грант исполнил роль журналиста Роджера Адамса в чрезвычайно успешной мелодраме «Грошовая серенада», где его партнёршей в третий раз стала актриса Айрин Данн. Фильм был высоко оценен критиками и принёс Гранту первую номинацию на премию «Оскар» в категории «Лучшая мужская роль». В том же году режиссёр Альфред Хичкок впервые пригласил актёра сняться в психологическом триллере «Подозрение», что положило начало их сотрудничеству. Он сыграл обаятельного плейбоя Джонни Эйсгарта, который женится на девушке из богатой семьи (Джоан Фонтейн) и она начинает подозревать мужа в убийстве друга, а потом и в попытке убить её саму ради денег. В фильме Грант предстал в двух разных образах: привлекательного, но непутёвого повесы и более мрачного, зловещего героя, способного на совершение преступления. Несмотря на навязанный киностудией счастливый финал, фильм был тепло встречен публикой, а работа самого Гранта удостоилась высокой оценки критики.
В период с 1942 по 1943 год Грант снялся в нескольких картинах, имевших оглушительный успех — комедии «Весь город говорит» (1942) и «Однажды в медовый месяц» (1942), романтическом фильме «Мистер Счастливчик» (1943) и военном фильме «Курс на Токио» (1943). В 1944 году был выпущен фильм Фрэнка Капры «Мышьяк и старые кружева», снятом по одноимённой пьесе Джозефа Кессельринга; в нём Грант сыграл театрального критика Мортимера Брюстера, узнавшего страшную правду о своих благодетельных тётушках. Лента пользовалась большой популярностью в прокате, сам актёр впоследствии расценивал свою игру в этой картине как худшую в своей карьере. В том же году Грант участвовал в съёмках драматического фильма «Только одинокое сердце», киноадаптации одноимённой книги Ричарда Луэллина. Роль молодого и безответственного бездельника Эрни Мотта принесла актёру вторую номинацию на премию «Оскар». В 1946 году Грант вновь поработал с Хичкоком на съёмочной площадке шпионского триллера «Дурная слава», где в главных ролях снялись Ингрид Бергман и Клод Рейнс. Он исполнил роль циничного правительственного агента Девлина, который добивается сотрудничества от дочери нацистского шпиона (Бергман) для выполнения особого задания и вскоре влюбляется в неё. Картина получила широкое признание среди критиков и стала знаковой как в карьере актёра, так и для самого режиссёра.
Во второй половине 1940-х годов Грант снялся в ряде успешных комедийных фильмов: «Холостяк и девчонка» (1947) режиссёра Сидни Шелдона и «Мистер Блэндингз строит дом своей мечты» (1948) режиссёра Г. К. Поттера. Эти картины пользовались популярностью у публики, как и другие работы с участием актёра: «Жена епископа» (1947) в роли ангела Дадли, «Каждая девушка должна выйти замуж» (1948) в роли доктора Мэдисона Брауна и «Солдат в юбке» (1949) в роли капитана Анри Рошара.

## Дальнейшая актёрская карьера

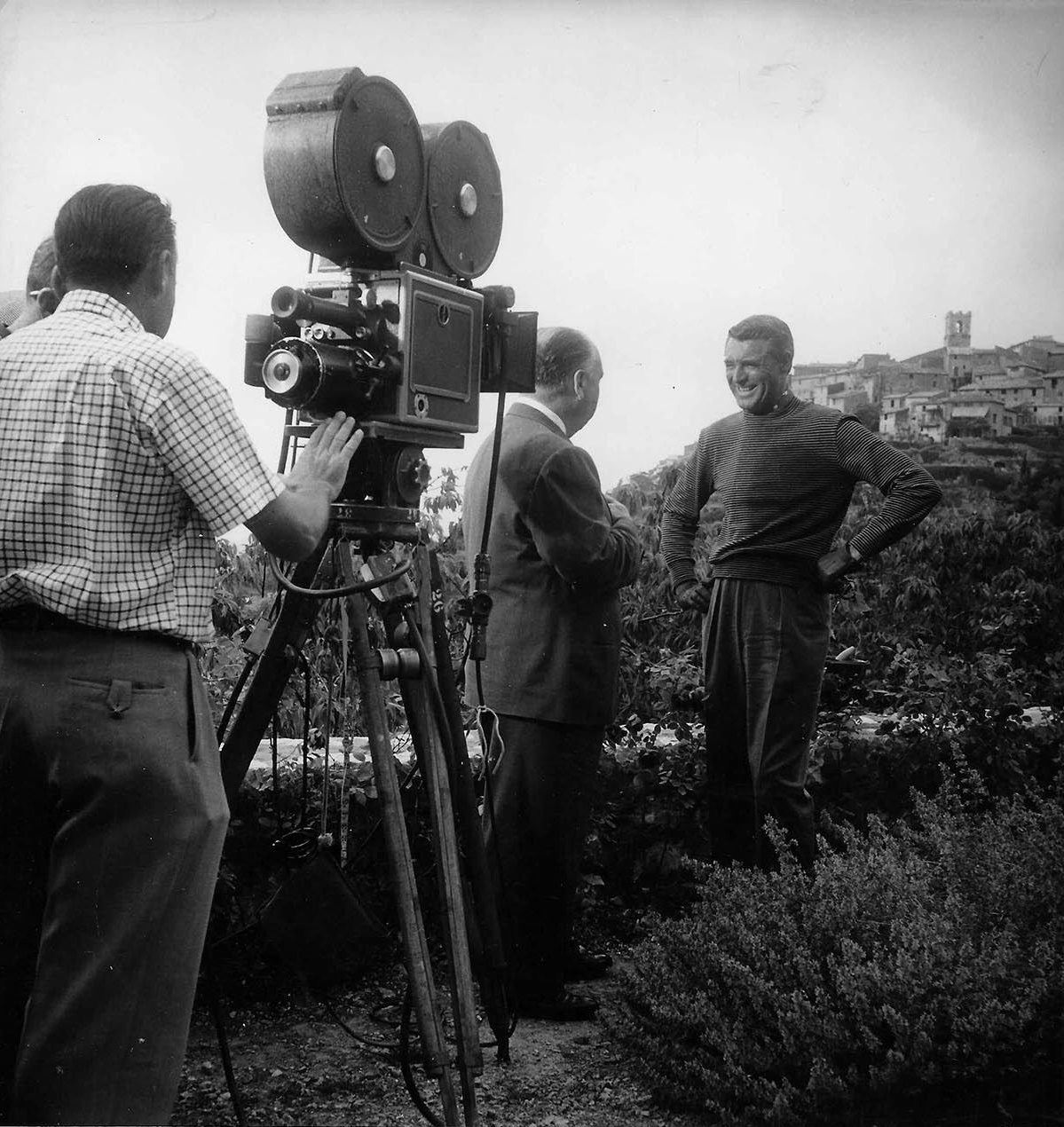
Грант и Альфред Хичкок на съёмках фильма «Поймать вора», 1954 год

С первой половины 1950-х годов актёрская карьера Кэри Гранта претерпела значительный спад. Он снялся в коммерчески неудачных фильмах, включая «Кризис» (1950) с Хосе Феррером и Полой Реймонд, «Что скажут люди» (1951) с Джинн Крейн и «Обезьяньи проделки» (1952) с участием Джинджер Роджерс и Мэрилин Монро. После серии провальных кинокартин актёр рассматривал возможность ухода из кинематографа. Однако его планы изменились, когда в 1954 году Альфред Хичкок предложил ему роль Джона Роби в фильме «Поймать вора» (1955), где его партнёршей стала Грейс Келли. В этой картине Грант предстал в образе бывшего вора, попавшего под подозрение из-за череды ограблений, которых он не совершал. Хотя критики отнеслись к фильму неоднозначно, он пользовался популярностью у зрителей и имел высокие кассовые сборы, что в значительной степени способствовало возрождению карьеры Гранта. В 1957 году Грант вместе с Фрэнком Синатрой и Софи Лорен участвовал в съемках костюмированной исторической драмы режиссёра Стэнли Крамера «Гордость и страсть». Несмотря на трудности в процессе производства, фильм получил преимущественно негативные критические отзывы. В том же году актёр появился в ремейке Лео Маккэри «Незабываемый роман», который стал хитом в прокате. Аналогичный успех продолжили его последующие проекты, которые вышли в 1958 году: романтические комедии Стэнли Донена «Милый сэр» и Мелвилла Шавельзона «Плавучий дом». Вышедший год спустя приключенческо-шпионский триллер «К северу через северо-запад», стал четвёртой и последней совместной работой Гранта и Хичкока. Роль рекламного менеджера Роджера Торнхилла, которого группа иностранных шпионов ошибочно приняла за американского агента разведки, стала наиболее известной работой в карьере Гранта. Кинолента приобрела большую известность и вошла в историю благодаря культовой сцене, когда герой Гранта убегает от атакующего его самолёта на кукурузном поле. Также заметной работой актёра в конце 1950-х годов стала роль коммандера-лейтенанта Мэттью Шермана в картине «Операция „Нижняя юбка“» (1959).
В 1960 году Грант присоединился к звёздному актёрскому составу, в который входили Дебора Керр, Роберт Митчем и Джин Симмонс для работы над фильмом Стэнли Донена «Трава зеленее». Фильм не достиг ожидаемого успеха ни среди критиков, ни среди зрителей. Два года спустя Грант вместе с Дорис Дэй снялся в фильме «Этот мех норки», который получил высокую оценку критиков, а также три номинации на премию «Оскар». Следующие фильмы с участием актёра, детективная мелодрама «Шарада» (1963) с Одри Хепбёрн и романтическая комедия «Папа Гусь» (1964), благосклонно были приняты кинокритиками. Последней ролью Гранта в кино стала роль британского промышленника сэра Уильяма Ратленда в фильме «Иди, а не беги» (1966). После завершения съёмок этого фильма, Грант окончательно ушёл из киноиндустрии, начав заниматься предпринимательской деятельностью.

## Фильмография в кинематографе

### Художественные фильмы

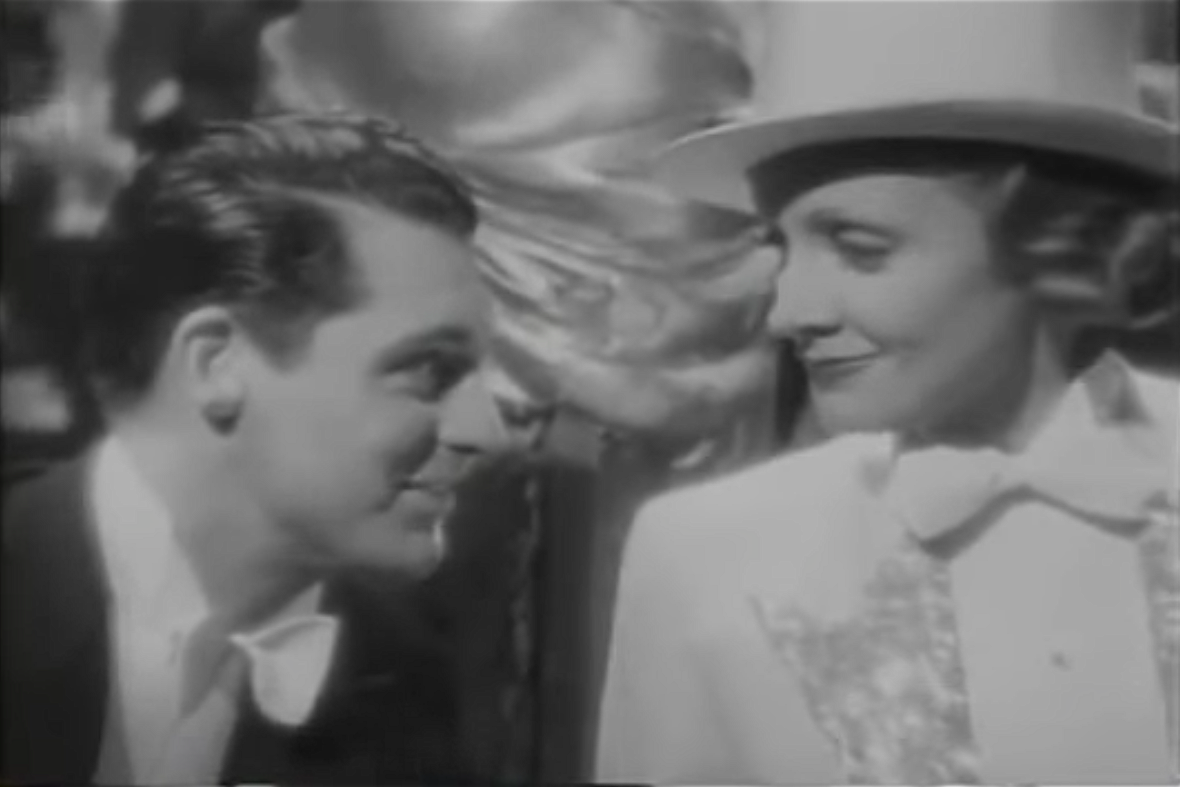
Кэри Грант и Марлен Дитрих в драме «Белокурая Венера», 1932 год

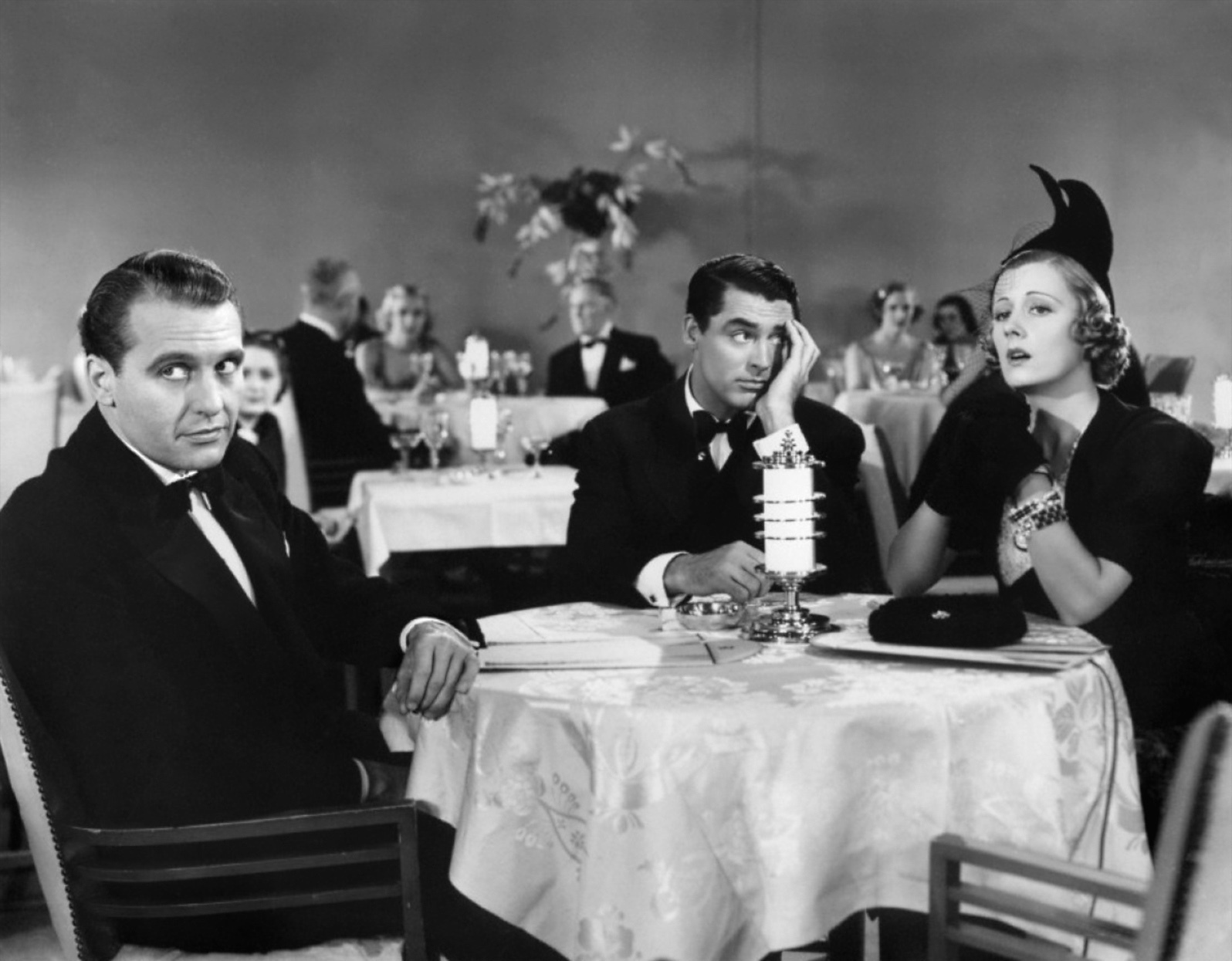
Ральф Беллами, Грант и Айрин Данн в «Ужасная правда», 1937 год

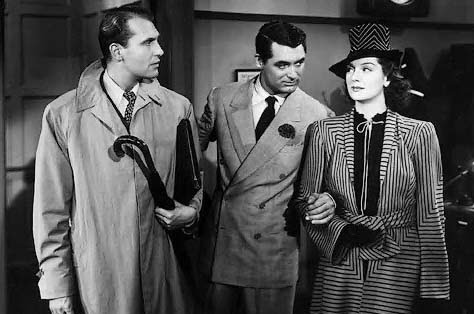
Кадр из фильма «Его девушка Пятница» с Кэри Грантом, Розалинд Расселл, Ральфом Беллами, 1940 год

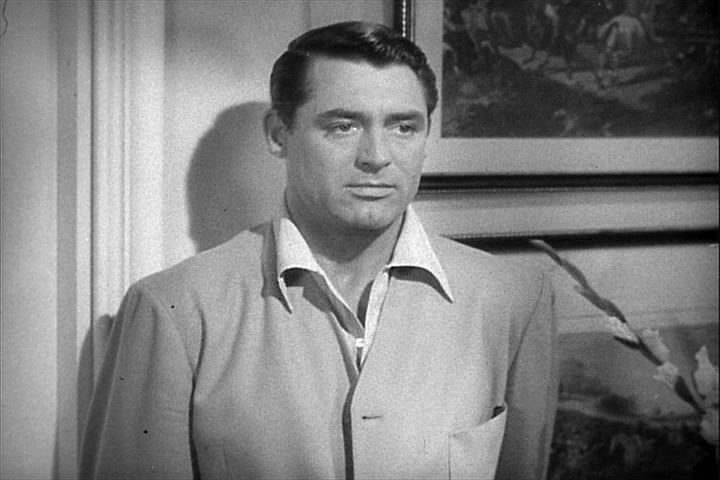
Скриншот из трейлера «Филадельфийская история», 1940 год

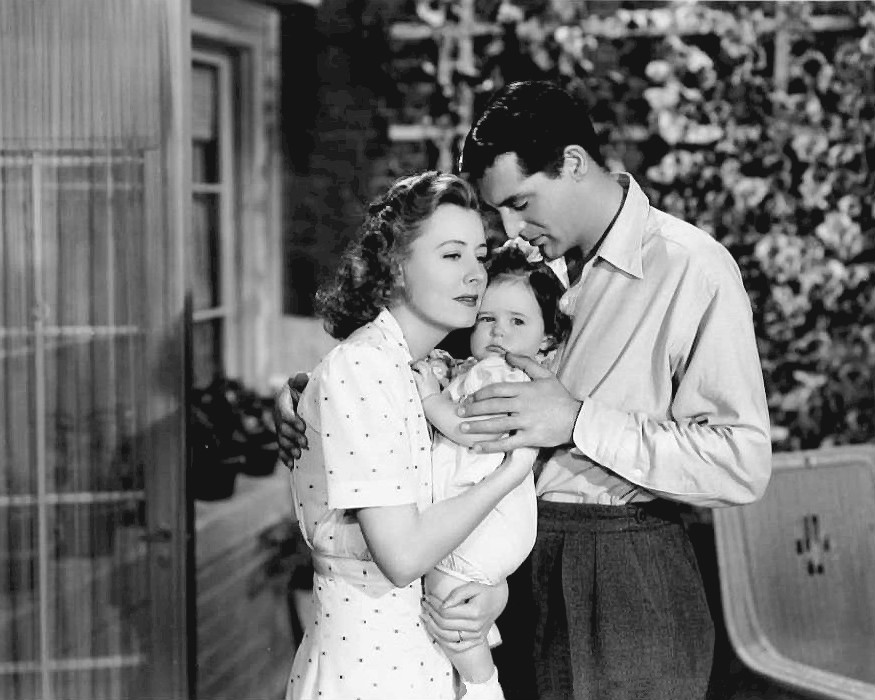
Кадр из фильма «Грошовая серенада» с Кэри Грантом и Айрин Данн, 1941 год

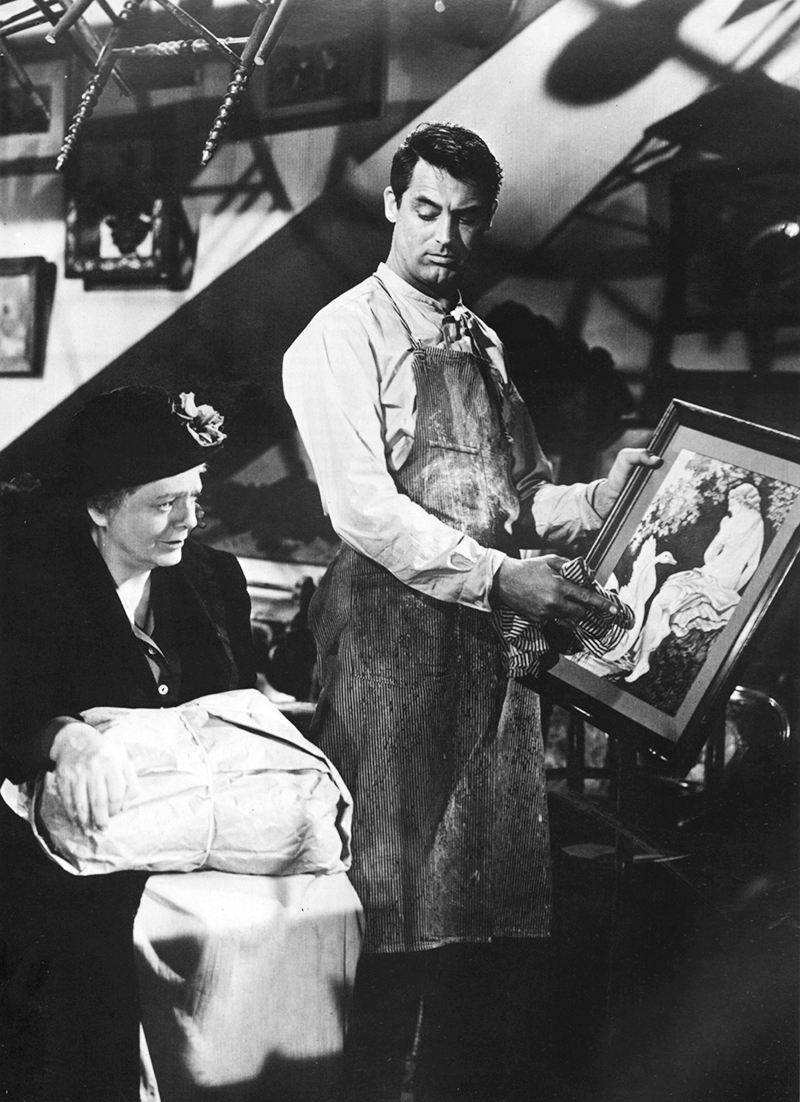
Грант и Этель Берримор в фильме «Только одинокое сердце», 1944 год

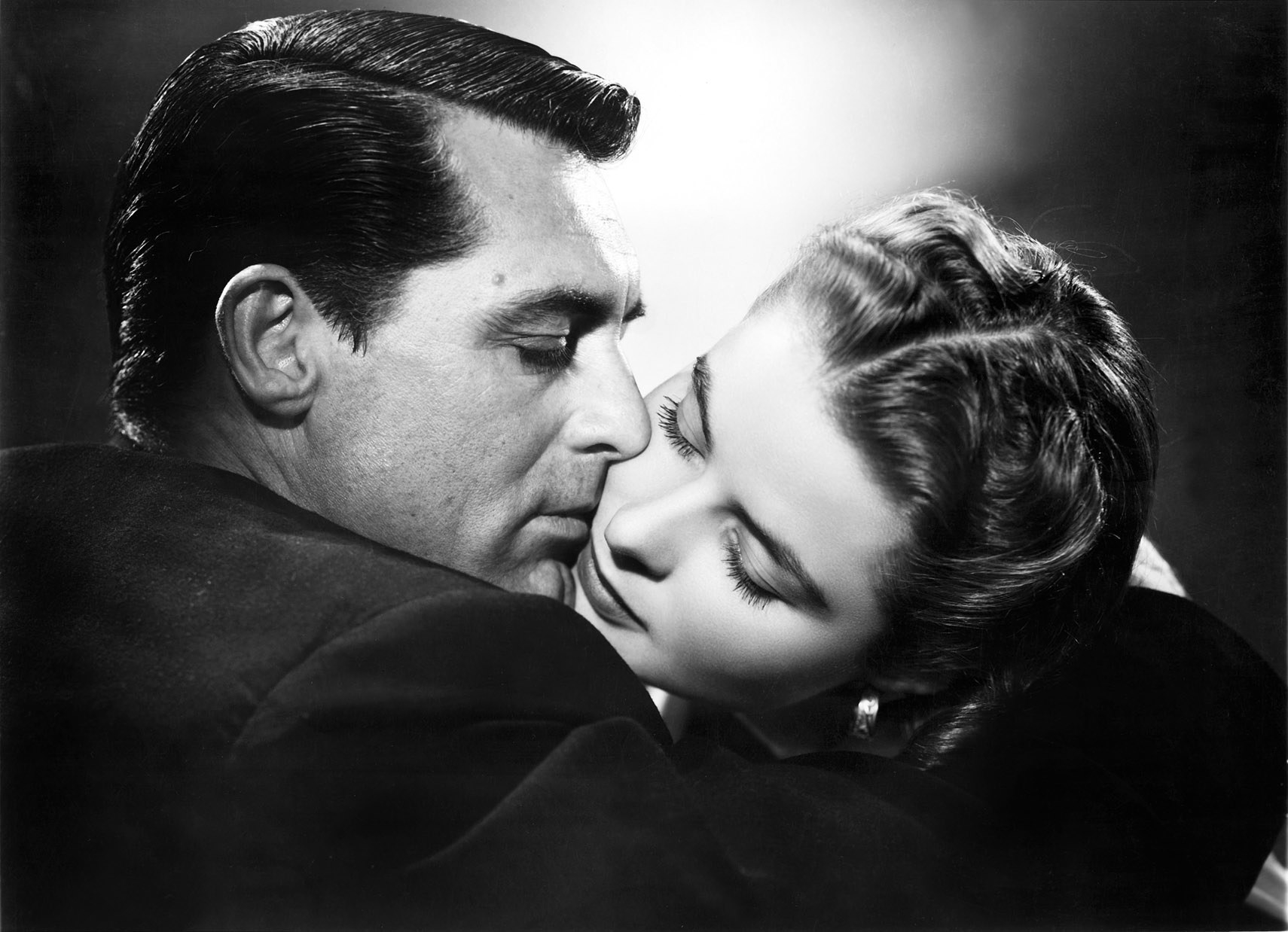
С Ингрид Бергман в фильме «Дурная слава», 1946 год

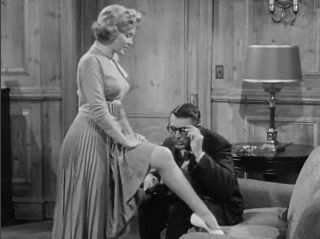
Грант и Мэрилин Монро в «Обезьяньи проделки», 1952 год

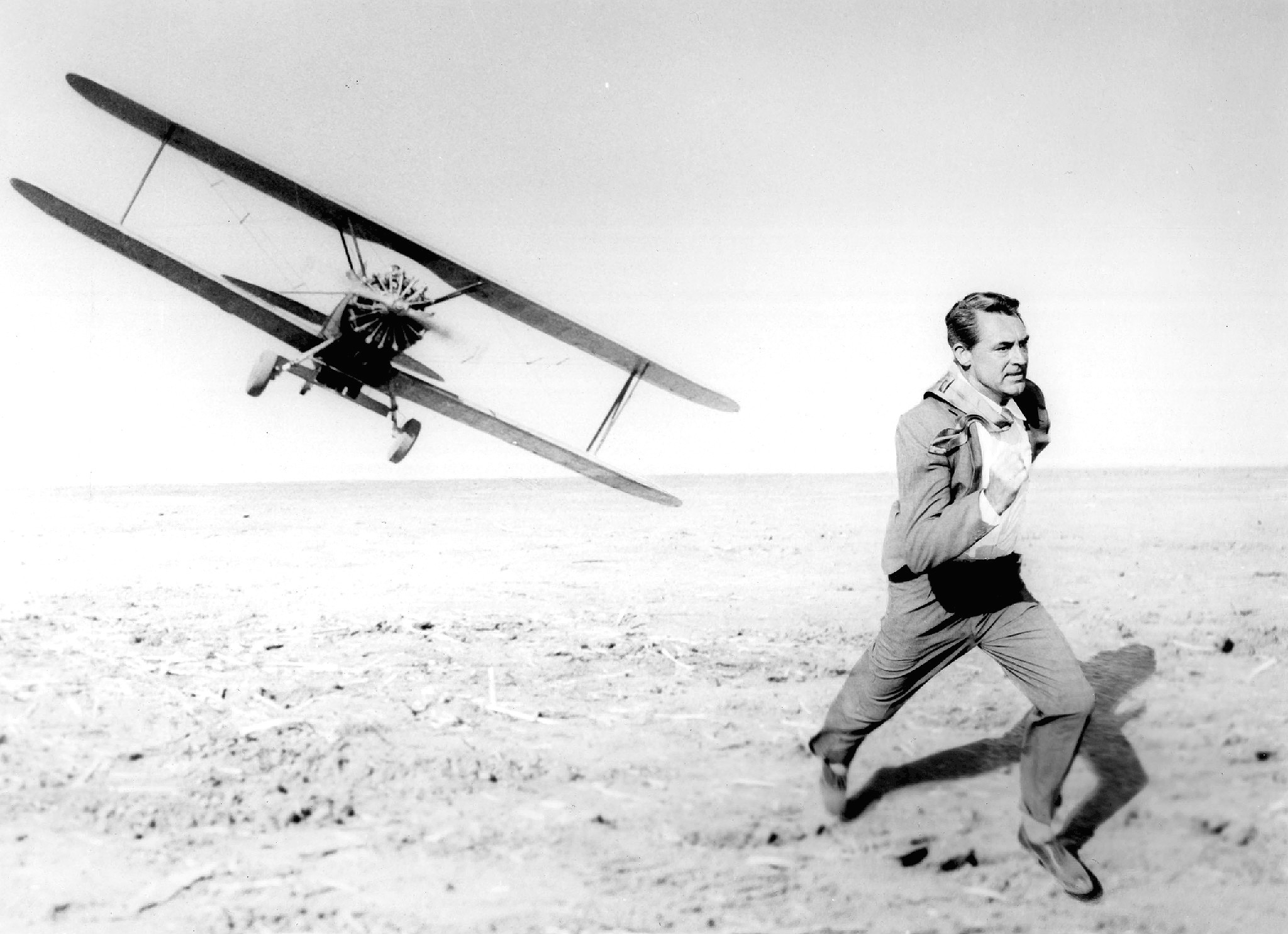
Кадр из фильма «К северу через северо-запад», 1959 год

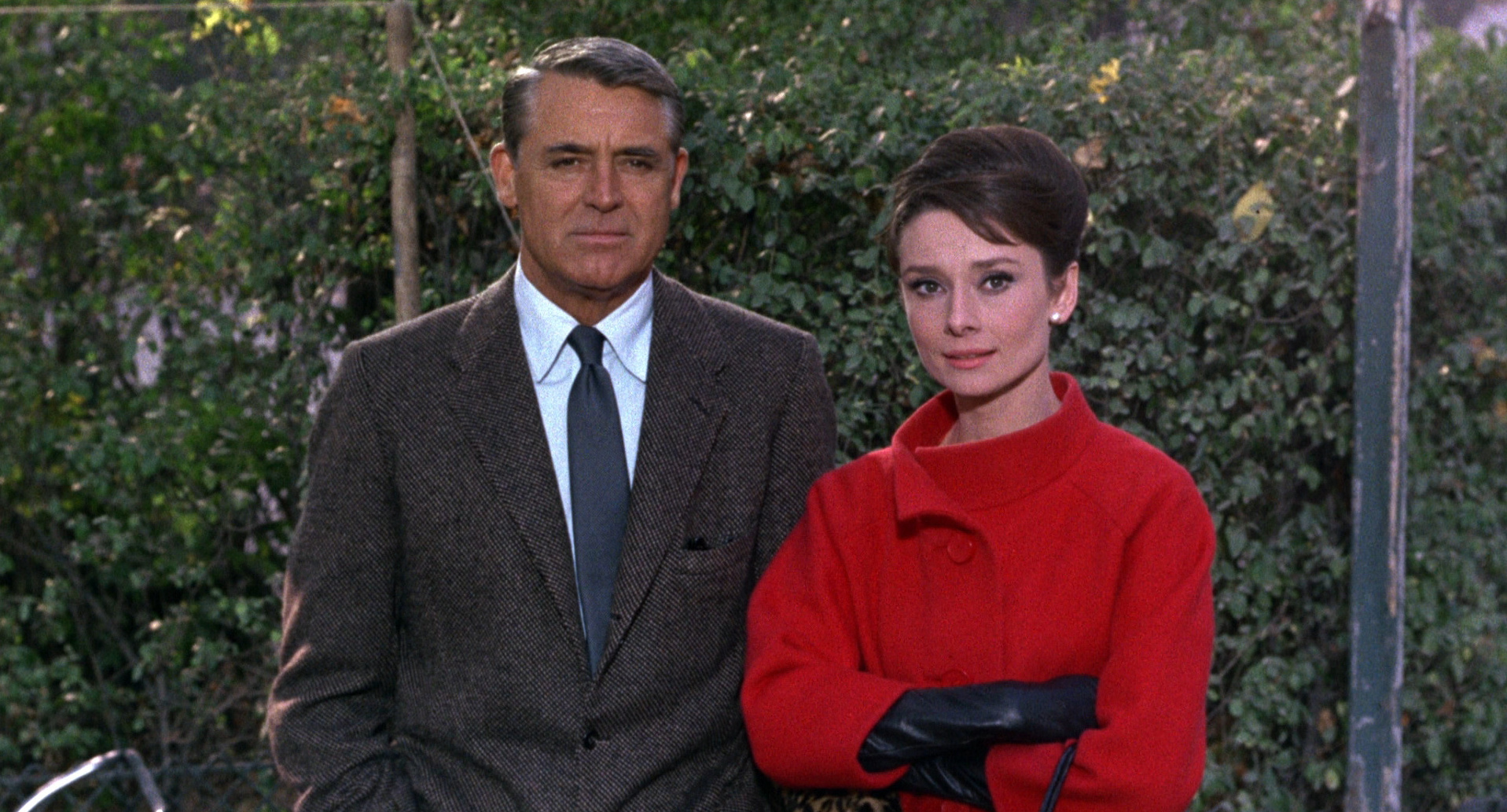
Кэри Грант и Одри Хепбёрн в фильме «Шарада», 1963 год

| Год  |   | Русское название                        | Оригинальное название                | Роль |
| ---- | - | --------------------------------------- | ------------------------------------ | --- |
| 1932 | ф | Эта ночь                                | This Is the Night                    | Стивен Мэтьюсон / (англ. Stephen Mathewson)                                                                                                |
| 1932 | ф | Грешники под солнцем                    | Sinners in the Sun                   | Реджвей / (англ. Ridgeway) |
| 1932 | ф | Весело мы катимся в ад                  | Merrily We Go to Hell                | Чарли Бакстер / (англ. Charlie Baxter) |
| 1932 | ф | Дьявол и глубина                        | Devil and the Deep                   | лейтенант Джэкел / (англ. Lieutenant Jaeckel)                                                                                              |
| 1932 | ф | Белокурая Венера                        | Blonde Venus                         | Ник Таунсенд / (англ. Nick Townsendl) |
| 1932 | ф | Жаркая суббота                          | Hot Saturday                         | Ромер Шеффилд / (англ. Romer Sheffield) |
| 1932 | ф | Мадам Баттерфляй                        | Madame Butterfly                     | лейтенант Б. Ф. Пинкертон / (англ. Lieutenant B. F. Pinkerton)                                                                             |
| 1933 | ф | Она обошлась с ним нечестно[A]          | She Done Him Wrong                   | капитан Каммингс / (англ. Capt. Cummings)                                                                                                  |
| 1933 | ф | Обвиняемая                              | The Woman Accused                    | Джеффри Бакстер / (англ. Jeffrey Baxter)                                                                                                   |
| 1933 | ф | Орёл и сокол                            | The Eagle and the Hawk               | Генри Крокер / (англ. Henry Crockerr) |
| 1933 | ф | Корабль-казино                          | Gambling Ship                        | Эйс Корбин / (англ. Ace Corbin) |
| 1933 | ф | Я не ангел                              | I'm No Angel                         | Джек Клейтон / (англ. Jack Clayton) |
| 1933 | ф | Алиса в Стране чудес                    | Alice in Wonderland                  | Черепаха Квази / (англ. Mock Turtle) |
| 1934 | ф | Принцесса на тридцать дней              | Thirty-Day Princess                  | Портер Мэдисон III / (англ. Porter Madison III)                                                                                            |
| 1934 | ф | Рождённая быть плохой                   | Born to Be Bad                       | Малкольм Тревор / (англ. Malcolm Trevor)                                                                                                   |
| 1934 | ф | Поцелуй и накрась губы                  | Kiss and Make-Up                     | доктор Морис Ламар / (англ. Dr. Maurice Lamar)                                                                                             |
| 1934 | ф | Дамам стоит послушать                   | Ladies Should Listen                 | Джулиан де Люссак / (англ. Julian De Lussac)                                                                                               |
| 1935 | ф | Войдите, мадам                          | Enter Madame                         | Джеральд Фицджеральд / (англ. Gerald Fitzgerald)                                                                                           |
| 1935 | ф | Крылья во тьме                          | Wings in the Dark                    | Кен Гордон / (англ. Ken Gordon) |
| 1935 | ф | Последняя застава                       | The Last Outpost                     | Майкл Эндрюс / (англ. Michael Andrews) |
| 1935 | ф | Сильвия Скарлетт                        | Sylvia Scarlett                      | Джимми Монкли / (англ. Jimmy Monkley) |
| 1936 | ф | Большие карие глаза                     | Big Brown Eyes                       | Дэнни Барр / (англ. Danny Barr) |
| 1936 | ф | Сюзи                                    | Suzy                                 | Андре Чарвилль / (англ. Andre Charville)                                                                                                   |
| 1936 | ф | Удивительные приключения                | The Amazing Quest of Ernest Bliss    | Эрнест Блисс / (англ. Ernest Bliss) |
| 1936 | ф | Свадебный подарок                       | Wedding Present                      | Чарли / (англ. Charlie) |
| 1937 | ф | Когда ты влюблён                        | When You're in Love                  | Джимми Хадсон / (англ. Jimmy Hudson) |
| 1937 | ф | Топпер                                  | Topper                               | Джордж Керби / (англ. George Kerby) |
| 1937 | ф | Любимец Нью-Йорка                       | The Toast of New York                | Николас «Ник» Бойд / (англ. Nicholas «Nick» Boyd)                                                                                          |
| 1937 | ф | Ужасная правда[A]                       | The Awful Truth                      | Джерри Уорринер / (англ. Jerry Warriner)                                                                                                   |
| 1938 | ф | Воспитание крошки[A]                    | Bringing Up Baby                     | Дэвид Хаксли / (англ. David Huxley) |
| 1938 | ф | Праздник                                | Holiday                              | Джонни Кейс / (англ. Johnny Case) |
| 1939 | ф | Ганга Дин[A]                            | Gunga Din                            | Арчибальд Каттер / (англ. Archibald Cutter)                                                                                                |
| 1939 | ф | Только у ангелов есть крылья[A]         | Only Angels Have Wings               | Джефф Картер / (англ. Geoff Carter) |
| 1939 | ф | Лишь на словах                          | In Name Only                         | Алек Уокер / (англ. Alec Walker) |
| 1940 | ф | Его девушка Пятница[A]                  | His Girl Friday                      | Уолтер Бёрнс / (англ. Walter Burns) |
| 1940 | ф | Моя любимая супруга                     | My Favorite Wife                     | Ник / (англ. Nick) |
| 1940 | ф | Ховарды из Вирджинии                    | The Howards of Virginia              | Мэтт Ховард / (англ. Matt Howard) |
| 1940 | ф | Филадельфийская история[A]              | The Philadelphia Story               | Cи Кей Декстер Хейвен / (англ. C. K. Dexter Haven)                                                                                         |
| 1941 | ф | Грошовая серенада                       | Penny Serenade                       | Роджер Адамс / (англ. Roger Adams) |
| 1941 | ф | Подозрение                              | Suspicion                            | Джонни Эйсгарт / (англ. Johnnie Aysgarth)                                                                                                  |
| 1942 | ф | Весь город говорит                      | The Talk of the Town                 | Леопольд Дилг / (англ. Leopold Dilg) |
| 1942 | ф | Однажды в медовый месяц                 | Once Upon a Honeymoon                | Пэт О'Тул / (англ. Pat O'Toole) |
| 1943 | ф | Мистер Счастливчик                      | Mr. Lucky                            | Джо Адамс / Джо Баскополус / (англ. Joe Adams / Joe Bascopolous)                                                                           |
| 1943 | ф | Курс на Токио                           | Destination Tokyo                    | капитан Кэссиди / (англ. Capt. Cassidy) |
| 1944 | ф | Жили-были                               | Once Upon a Time                     | Джерри Флинн / (англ. Jerry Flynn) |
| 1944 | ф | Только одинокое сердце                  | None but the Lonely Heart            | Эрни Мотт / (англ. Ernie Mott) |
| 1944 | ф | Мышьяк и старые кружева                 | Arsenic and Old Lace                 | Мортимер Брюстер / (англ. Mortimer Brewster)                                                                                               |
| 1946 | ф | Ночь и день                             | Night and Day                        | Коул Портер / (англ. Cole Porter) |
| 1946 | ф | Дурная слава[A]                         | Notorious                            | Т. Р. Девлин / (англ. T. R. Devlin) |
| 1947 | ф | Холостяк и девчонка                     | The Bachelor and the Bobby-Soxer     | Ричард «Дик» Ньюджент / (англ. Richard «Dick» Nugent)                                                                                      |
| 1947 | ф | Жена епископа                           | The Bishop's Wife                    | Дадли / (англ. Dudley) |
| 1948 | ф | Мистер Блэндингз строит дом своей мечты | Mr. Blandings Builds His Dream House | Джим Блэндингз / (англ. Jim Blandings) |
| 1948 | ф | Каждая девушка должна выйти замуж       | Every Girl Should Be Married         | доктор Мэдисон Браун / (англ. Dr. Madison Brown)                                                                                           |
| 1949 | ф | Солдат в юбке                           | I Was a Male War Bride               | капитан Анри Рошар / (англ. Capt. Henri Rochard)                                                                                           |
| 1950 | ф | Кризис                                  | Crisis                               | доктор Юджин Фергюсон / (англ. Dr. Eugene Ferguson)                                                                                        |
| 1951 | ф | Что скажут люди                         | People Will Talk                     | доктор Ной Преториус / (англ. Dr. Noah Praetorius)                                                                                         |
| 1952 | ф | Есть место ещё для одного               | Room for One More                    | Джордж «Поппи» Роуз / (англ. George «Poppy» Rose)                                                                                          |
| 1952 | ф | Обезьяньи проделки                      | Monkey Business                      | доктор Барнаби Фултон / (англ. Dr. Barnaby Fulton)                                                                                         |
| 1953 | ф | Идеальная жена                          | Dream Wife                           | Клемсон Рид / (англ. Clemson Reade) |
| 1955 | ф | Поймать вора                            | To Catch a Thief                     | Джон Роби / (англ. John Robie) |
| 1957 | ф | Гордость и страсть                      | The Pride and the Passion            | Энтони / (англ. Anthony) |
| 1957 | ф | Незабываемый роман                      | An Affair to Remember                | Ники Ферранте / (англ. Nickie Ferrante) |
| 1957 | ф | Поцелуй их за меня                      | Kiss Them for Me                     | командир Энди Крюсон / (англ. Cmdr. Andy Crewson)                                                                                          |
| 1958 | ф | Милый сэр                               | Indiscreet                           | Филип Адамс / (англ. Philip Adams) |
| 1958 | ф | Плавучий дом                            | Houseboat                            | Том Уинтерс / (англ. Tom Winters) |
| 1959 | ф | К северу через северо-запад[A]          | North by Northwest                   | Роджер Торнхилл / (англ. Roger Thornhill)                                                                                                  |
| 1959 | ф | Операция «Нижняя юбка»                  | Operation Petticoat                  | коммандер-лейтенант Мэттью Т. «Мэтт» Шерман / (англ. Lt. Cmdr. Matt T. Sherman)                                                            |
| 1960 | ф | Трава зеленее                           | The Grass Is Greener                 | Виктор Райалл / Эрл / (англ. Victor Rhyall / Earl)                                                                                         |
| 1962 | ф | Этот мех норки                          | That Touch of Mink                   | Филип Шейн / (англ. Philip Shayne) |
| 1963 | ф | Шарада[A]                               | Charade                              | Питер Джошуа / Александр Дайл / Адам Кэнфилд / Брайан Круикшанк / (англ. Peter Joshua / Alexander Dyle / Adam Canfield / Brian Cruikshank) |
| 1964 | ф | Папа Гусь                               | Father Goose                         | Уолтер Экленд / (англ. Walter Eckland) |
| 1966 | ф | Иди, а не беги                          | Walk, Don't Run                      | Уильям Ратленд / (англ. William Rutland)                                                                                                   |

- A↑ ↑ ↑ ↑ ↑ ↑ ↑ ↑ ↑ ↑ Фильмы, внесённые в Национальный реестр фильмов Библиотеки Конгресса США.

#### Другие появления
| Год  |   | Русское название              | Оригинальное название | Роль                                           |
| ---- | - | ----------------------------- | --------------------- | ---------------------------------------------- |
| 1938 | ф | Топпер отправляется в поездку | Topper Takes a Trip   | Джордж Керби / архивные кадры с первого фильма |
| 1946 | ф | Безоговорочно                 | Without Reservations  | играл самого себя / не указан в титрах         |

### Документальные и короткометражные фильмы
| Год  |   | Русское название                                        | Оригинальное название                          | Роль                                                    |
| ---- | - | ------------------------------------------------------- | ---------------------------------------------- | ------------------------------------------------------- |
| 1932 | ф | Сью из Сингапура[A]                                     | Singapore Sue                                  | моряк (не указан в титрах)                              |
| 1933 | ф | Голливуд на параде № А-6[A]                             | Hollywood on Parade No. A-6                    | играл самого себя                                       |
| 1933 | ф | Голливуд на параде № А-9[A]                             | Hollywood on Parade No. A-9                    | играл самого себя                                       |
| 1933 | ф | Голливуд на параде № А-12[A]                            | Hollywood on Parade No. A-12                   | играл самого себя                                       |
| 1934 | ф | Голливуд на параде № B-6[A]                             | Hollywood on Parade No. B-6                    | играл самого себя                                       |
| 1934 | ф | Голливуд на параде № B-8[A]                             | Hollywood on Parade No. B-8                    | играл самого себя                                       |
| 1935 | ф | Пиратская вечеринка на острове Каталина[A]              | Pirate Party on Catalina Isle                  | играл самого себя (не указан в титрах)                  |
| 1936 | ф | Мода в любви[B]                                         | Fashions in Love                               | играл самого себя                                       |
| 1940 | ф | Дань уважения Мемориальному госпиталю Уилла Роджерса[B] | A Tribute to the Will Rogers Memorial Hospital | рассказчик / озвучивание                                |
| 1940 | ф | Чудо звучания[B]                                        | The Miracle of Sound                           | играл самого себя / архивные кадры                      |
| 1944 | ф | Дорога к победе[B]                                      | Road to Victory                                | играл самого себя (не указан в титрах)                  |
| 1944 | ф | Сияющее будущее[B]                                      | The Shining Future                             | играл самого себя                                       |
| 1949 | ф | Пойдем в кино[B]                                        | Let's Go to the Movies                         | играл самого себя (не указан в титрах) / архивные кадры |
| 1950 | ф | Звукорежиссёр[B]                                        | The Soundman                                   | Дадли / архивные кадры                                  |
| 1964 | ф | Большой парад комедии[С]                                | The Big Parade of Comedy                       | играл самого себя / архивные кадры                      |
| 1965 | ф | Голливуд Кена Мюррэя[С]                                 | Ken Murray's Hollywood                         | играл самого себя / архивные кадры                      |
| 1970 | ф | Элвис: Всё, как есть[С]                                 | Elvis: That's the Way It Is                    | играл самого себя                                       |
| 1974 | ф | Вот это развлечение![С]                                 | That's Entertainment!                          | играл самого себя / архивные кадры                      |
| 1976 | ф | Вот это развлечение! Часть 2[С]                         | That's Entertainment, Part II                  | играл самого себя / архивные кадры                      |
| 1977 | ф | Однажды[С]                                              | Once Upon a Time.... is Now                    | только голос                                            |

- A ↑ ↑ ↑ ↑ ↑ ↑ ↑ Короткометражный фильм.
- B ↑ ↑ ↑ ↑ ↑ ↑ ↑ Короткометражный документальный фильм.
- C ↑ ↑ ↑ ↑ ↑ ↑ Документальный фильм.

## Радио

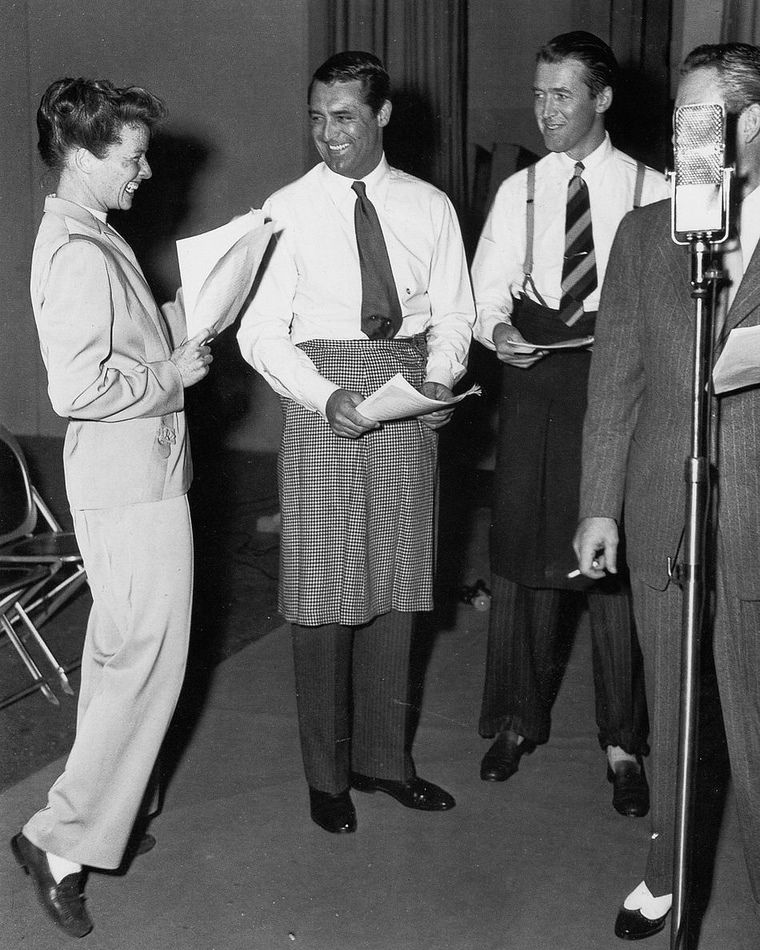
Кэтрин Хепбёрн, Грант и Джеймс Стюарт на радиопрограмме «Театр Гильдии киноактёров», 1947 год

Помимо съёмок в кино, Грант также работал на радио. Он впервые появился в эфире в 1935 году и продолжал выступать в радиопередачах в течение следующих двадцати лет. Грант регулярно появлялся в таких программах, как «Радиотеатр Люкс», «Театр Гильдии киноактёров», «Серебряный театр», где исполнял различные роли в радиоспектаклях, включая адаптации своих успешных фильмов. Также он часто появлялся в качестве приглашённого гостя на различных развлекательных шоу, как «Шоу Эдди Кантора» и «Шоу Бёрнса и Аллена».
| Год  | Русское название                                 | Оригинальное название (англ. )                       | Дата выхода в эфир            | Примечания                                                             |
| ---- | ------------------------------------------------ | ---------------------------------------------------- | ----------------------------- | ---------------------------------------------------------------------- |
| 1935 | «Радиотеатр Люкс»                                | Lux Radio Theatre                                    | 5 мая 1935 года               | эпизод: «Adam and Eve»                                                 |
| 1936 | «Голливуд в прямом эфире»                        | Hollywood On The Air                                 | 1936 год                      | 15-минутный трейлер к фильму «Сюзи» / роль: Андре Чарвилль             |
| 1936 | «Радиотеатр Люкс»                                | Lux Radio Theatre                                    | 15 октября 1936 года          | роль: Джерри Уорринер / эпизод «The Awful Truth»                       |
| 1936 | «Радиотеатр Люкс»                                | Lux Radio Theatre                                    | 21 ноября 1936 года           | эпизод «Medicine Girls»                                                |
| 1937 | «Радиотеатр Люкс»                                | Lux Radio Theatre                                    | 8 марта 1937 года             | роль: лейтенант Б. Ф. Пинкертон / эпизод: «Madame Butterfly»           |
| 1938 | «Радиотеатр Люкс»                                | Lux Radio Theatre                                    | 13 июня 1938 года             | роль: Майкл Дэйн / эпизод «Theodora Goes Wild»                         |
| 1938 | «Серебряный театр»                               | Silver Theater                                       | 16 октября 1938 года          | роль: Кен Морган / эпизод «Wings in the Dark»                          |
| 1939 | «Круг»                                           | The Circle                                           | 22 января 1939 года           | роль: Бидл / эпизод «The Circle»                                       |
| 1939 | «Театр Гильдии киноактёров»                      | The Screen Guild Theater                             | 30 апреля 1939 года           | роль: Джек Дуглас / эпизод «Alone in Paris»                            |
| 1939 | «Радиотеатр Люкс»                                | Lux Radio Theatre                                    | 28 мая 1939 года              | роль: Джефф Картер / эпизод «Only Angels Have Wings»                   |
| 1939 | «Трансляция из Британской колонии Голливуда»     | Hollywood British Colony Broadcast                   | июнь 1939 года                | роль: гостевое участие / эпизод «Hollywood British Colony Broadcast»   |
| 1939 | «Радиотеатр Люкс»                                | Lux Radio Theatre                                    | 11 сентября 1939 года         | роль: Джерри Уорринер / эпизод «The Awful Truth»                       |
| 1939 | «Серебряный театр»                               | The Screen Guild Theater                             | 24 сентября 1939 года         | роль: гостевое участие                                                 |
| 1939 | «Радиотеатр Люкс»                                | Lux Radio Theatre                                    | 11 декабря 1939 года          | роль: Алек Уоррен / эпизод «In Name Only»                              |
| 1939 | «Серебряный театр»                               | Silver Theater                                       | 1939 год                      | роль: Кен Морган / эпизод «Wings in the Dark»                          |
| 1939 | «Серебряный театр»                               | Silver Theater                                       | 1939 год                      | эпизод «Romeo and Juliet»                                              |
| 1941 | «Театр Гильдии киноактёров»                      | The Screen Guild Theater                             | 30 марта 1941 года            | роль: Уолтер Бернс / эпизод «His Girl Friday»                          |
| 1941 | «Радиотеатр Люкс»                                | Lux Radio Theatre                                    | 30 июня 1941 года             | роль: Ларри Уилсон / эпизод «I Love You Again»                         |
| 1941 | «Серебряный театр»                               | The Screen Guild Theater                             | 16 ноября 1941 года           | роль: Роджер Адамс / эпизод «Penny Serenade»                           |
| 1942 | «Радиотеатр Люкс»                                | Lux Radio Theatre                                    | 26 января 1942 года           | роль: Джо Пендлтон / эпизод «Here Comes Mr Jordan»                     |
| 1942 | «Радиотеатр Люкс»                                | Lux Radio Theatre                                    | 20 июля 1942 года             | роль: Декстер Хейвен / эпизод «The Philadelphia Story»                 |
| 1942 | «Командное выступление»                          | Command Performance                                  | 28 июля 1942 года             | роль: ведущий                                                          |
| 1942 | «Командное выступление»                          | Command Performance                                  | 18 августа 1942 года          | роль: ведущий                                                          |
| 1942 | «Командное выступление»                          | Command Performance                                  | 30 августа 1942 года          | роль: ведущий                                                          |
| 1942 | «Командное выступление»                          | Command Performance                                  | 7 октября 1942 года           | роль: ведущий                                                          |
| 1942 | «Театр Гильдии киноактёров»                      | The Screen Guild Theater                             | 9 ноября 1942 года            | роль: Том Верней / эпизод «Take A Letter Darling»                      |
| 1942 | «Командное выступление»                          | Command Performance                                  | 12 декабря 1942 года          | роль: ведущий                                                          |
| 1943 | «Радиотеатр Люкс»                                | Lux Radio Theatre                                    | 17 мая 1943 года              | роль: Леопольд Дилг / эпизод «Talk of The Town»                        |
| 1943 | «Шоу Эдди Кантора»                               | The Eddie Cantor Show                                | 19 мая 1943 года              | роль: гостевое участие                                                 |
| 1943 | «Безграничный предел»                            | Ceiling Unlimited                                    | 24 мая 1943 года              | эпизод «Islands in the Sky»                                            |
| 1943 | «Безграничный предел»                            | Ceiling Unlimited                                    | 31 мая 1943 года              | эпизод «Where from Here»                                               |
| 1943 | «Радиотеатр Люкс»                                | Lux Radio Theatre                                    | 18 октября 1943 года          | роль: Джо Адамс / эпизод «Mr. Lucky»                                   |
| 1943 | «Театр Фронтлайн»                                | Front Line Theatre                                   | 29 ноября 1943 года           | роль: Майкл Дамсc / эпизод «Theodora Goes Wild»                        |
| 1943 | «Саспенс»                                        | Suspense                                             | 2 декабря 1943 года           | роль: Фрэнк Таунсенд / эпизод «Black Curtain»                          |
| 1943 | «Шоу Пепсодент с Бобом Хоупом в главной роли»    | The Pepsodent Show Starring Bob Hope                 | 28 декабря 1943 года          | роль: гостевое участие                                                 |
| 1944 | «Театр Гильдии киноактёров»                      | The Screen Guild Theater                             | 7 февраля 1944 года           | роль: Линк Феррис / эпизод «True to Life»                              |
| 1944 | «Шоу Эбботта и Костелло»                         | The Abbott аnd Costello Show                         | 4 апреля 1944 года            | роль: гостевое участие                                                 |
| 1944 | «Доктор сражается»                               | The Doctor Fights                                    | 6 июня 1944 года              | роль: гостевое участие                                                 |
| 1944 | «Командное выступление»                          | Command Performance                                  | 22 июля 1944 года             | роль: гостевое участие                                                 |
| 1944 | «Саспенс»                                        | Suspense                                             | 30 ноября 1944 года           | роль: Фрэнк Таунсенд / эпизод «Black Curtain»                          |
| 1945 | «Радиотеатр Люкс»                                | Lux Radio Theatre                                    | 26 февраля 1945 года          | роль: Люк Дрейк / эпизод «Bedtime Story»                               |
| 1945 | «Командное выступление»                          | Command Performance                                  | 14 августа 1945 года          | роль: гостевое участие / эпизод «Victory Extra»                        |
| 1946 | «Театр романтики»                                | Theatre of Romance                                   | 15 января 1946 года           | роль: Мёрдок Глори / эпизод «The Ghost Goes West»                      |
| 1946 | «Театр Гильдии киноактёров»                      | The Screen Guild Theater                             | 21 января 1946 года           | роль: Джонни Эйсгарт / эпизод «Suspicion»                              |
| 1946 | «Саспенс»                                        | Suspense                                             | 7 марта 1946 года             | роль: Скотти / эпизод «Black Path of Fear»                             |
| 1946 | «Премия Оскар»                                   | Academy Award                                        | 30 октября 1946 года          | роль: Джонни Эйсгарт / эпизод «Suspicion»                              |
| 1947 | «Время кофе Maxwell House» (Шоу Бёрнса и Аллена) | Maxwell House Coffee Time (The Burns and Allen Show) | 13 февраля 1947 года          | роль: гостевое участие                                                 |
| 1947 | «Голливудское время»                             | Hollywood Startime                                   | 15 февраля 1947 года          | роль: Леопольд Дилг / эпизод «Talk of The Town»                        |
| 1947 | «Театр Гильдии киноактёров»                      | The Screen Guild Theater                             | 17 марта 1947 года            | роль: Декстер Хейвен / эпизод «The Philadelphia Story»                 |
| 1947 | «Время кофе Maxwell House» (Шоу Бёрнса и Аллена) | Maxwell House Coffee Time (The Burns and Allen Show) | 16 октября 1947 года          | роль: гостевое участие                                                 |
| 1947 | «Время кофе Maxwell House» (Шоу Бёрнса и Аллена) | Maxwell House Coffee Time (The Burns and Allen Show) | 30 октября 1947 года          | роль: гостевое участие                                                 |
| 1947 | «Шоу Бёрнса и Аллена»                            | The Burns and Allen Show                             | 13 ноября 1947 года           | роль: гостевое участие / эпизод «Cary Grant Speaks To The Uplifters»   |
| 1948 | «Артисты Гильдии киноактёров»                    | Screen Guild Players                                 | 1 марта 1948 года             | роль: Дадли / эпизод «The Bishop’s Wife»                               |
| 1948 | «Театр Гильдии киноактёров»                      | The Screen Guild Theater                             | 10 мая 1948 года              | роль: Ричард «Дик» Ньюджент / эпизод «Bachelor and the Bobbysoxer»     |
| 1949 | «Крафт Мьюзик Холл»                              | Kraft Music Hall                                     | 4 марта 1949 год              | роль: гостевое участие                                                 |
| 1949 | «Радиотеатр Люкс»                                | Lux Radio Theatre                                    | 13 июня 1949 года             | роль: Ричард «Дик» Ньюджент / эпизод «Bachelor and the Bobbysoxer»     |
| 1949 | «Радиотеатр Люкс»                                | Lux Radio Theatre                                    | 27 июня 1949 года             | роль: доктор Мэдисон В. Браун / эпизод «Every Girl Should Be Married»  |
| 1949 | «Театр кинорежиссёров»                           | The Screen Directors Playhouse                       | 1 июля 1949 года              | роль: Джеймс Блэндингз / эпизод «Mr. Blandings Builds His Dream House» |
| 1949 | «Радиотеатр Люкс»                                | Lux Radio Theatre                                    | 10 октября 1949 года          | роль: Джеймс Блэндингз / эпизод «Mr. Blandings Builds His Dream House» |
| 1949 | «Кавалькада Америки»                             | Cavalcade of America                                 | 8 ноября 1949 года            | роль: Роберт Таунсенд / эпизод «Signal To The World»                   |
| 1949 | «Театр Гильдии киноактёров»                      | The Screen Guild Theater                             | 24 ноября 1949 года           | роль: Джонни Эйсгарт / эпизод «Suspicion»                              |
| 1950 | «Театр кинорежиссёров»                           | The Screen Directors Playhouse                       | 20 января 1950 года           | роль: Джо Адамс / эпизод «Mr. Lucky»                                   |
| 1950 | «Радиотеатр Люкс»                                | Lux Radio Theatre                                    | 17 апреля 1950 года           | роль: доктор Мэдисон В. Браун / эпизод «Every Girl Should Be Married»  |
| 1950 | «Театр кинорежиссёров»                           | The Screen Directors Playhouse                       | 9 июня 1950 года              | роль: Джеймс Блэндингз / эпизод «Mr. Blandings Builds His Dream House» |
| 1950 | «Радиотеатр Люкс»                                | Lux Radio Theatre                                    | 23 октября 1950 года          | роль: профессор Александр Стивенсон / эпизод «A Woman of Distinction»  |
| 1950 | «Театр кинорежиссёров»                           | The Screen Directors Playhouse                       | 9 ноября 1950 года            | роль: дядя Чарли / эпизод «Shadow of a Doubt»                          |
| 1950 | «Саспенс»                                        | Suspense                                             | 16 ноября 1950 года           | роль: Дэвид / эпизод «On a Country Road»                               |
| 1950 | «Театр кинорежиссёров»                           | The Screen Directors Playhouse                       | 7 декабря 1950 года           | роль: Ник Арден / эпизод «My Favorite Wife»                            |
| 1951 | «Мистер и миссис Блэндингз»                      | Mr. and Mrs. Blandings                               | 21 января — 17 июня 1951 года | роль: Джеймс Блэндингз                                                 |
| 1952 | «Радиотеатр Люкс»                                | Lux Radio Theatre                                    | 26 мая 1952 года              | роль: Джордж Роуз / эпизод «Room for One More»                         |
| 1953 | «Радиотеатр Люкс»                                | Lux Radio Theatre                                    | 11 мая 1953 года              | роль: Дадли / эпизод «The Bishop’s Wife»                               |
| 1953 | «Радиотеатр Люкс»                                | Lux Radio Theatre                                    | 21 сентября 1953 года         | роль: отец Майкл Логан / эпизод «I Confess»                            |
| 1954 | «Радиотеатр Люкс»                                | Lux Radio Theatre                                    | 25 января 1954 года           | роль: доктор Ноа Преториус / эпизод «People Will Talk»                 |
| 1954 | «Радиотеатр Люкс»                                | Lux Radio Theatre                                    | 5 апреля 1954 года            | роль: Доктор Джеймс «Джим» Пирсон / эпизод «Welcome Stranger»          |
| 1955 | «Радиотеатр Люкс»                                | Lux Radio Theatre                                    | 18 января 1955 года           | роль: Джерри Уорринер / эпизод «The Awful Truth»                       |
| 1955 | «Радиотеатр Люкс»                                | Lux Radio Theatre                                    | 1 марта 1955 года             | роль: Дадли / эпизод «The Bishop’s Wife»                               |
| 1957 | «Воспоминания о 30-х»                            | Recollections At 30                                  | 2 января 1957 года            | роль: гостевое участие / эпизод «Ladies Night»                         |

## Театр

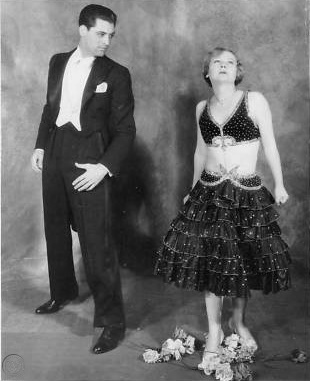
С Куини Смит в мюзикле «Уличный певец», 1930 год

| Год       | Русское название        | Оригинальное название (англ. ) | Театр                   | Роль            |
| --------- | ----------------------- | ------------------------------ | ----------------------- | --------------- |
| 1920—1921 | «Хорошие времена»       | Good Times                     | «Ипподром», Нью-Йорк    | перформер       |
| 1922—1923 | «Лучшие времена»        | Better Times                   | «Ипподром», Нью-Йорк    | перформер       |
| 1927—1928 | «Золотой рассвет»       | Golden Dawn                    | «Хаммерштейн», Нью-Йорк | Анзак           |
| 1928      | «Полли»                 | Polly                          | «Плейхаус», Уилмингтон  | Рекс Ван Зиле   |
| 1929      | «Бум Бум»               | Boom Boom                      | «Казино», Нью-Йорк      | Реджи Фиппс     |
| 1929—1930 | «Чудесная ночь»         | A Wonderful Night              | «Маджестик», Нью-Йорк   | Макс Грюневальд |
| 1930—1931 | «Уличный певец»         | The Street Singer              | «Шуберт», Нью-Йорк      | Джордж          |
| 1930—1931 | «Уличный певец»         | The Street Singer              | «Муни», Сент-Луис       | Джордж          |
| 1931      | «Три маленькие девочки» | Three Little Girls             | роль неизвестна         |                 |
| 1931      | «Музыка в мае»          | Music in May                   | роль неизвестна         |                 |
| 1931      | «Три мушкетёра»         | The Three Musketeers           | Атос                    |                 |
| 1931      | «Ирен»                  | Irene                          | роль неизвестна         |                 |
| 1931      | «Рио Рита»              | Rio Rita                       | роль неизвестна         |                 |
| 1931      | «Марица»                | Countess Maritza               | роль неизвестна         |                 |
| 1931      | «Роз Мари»              | Rose-Marie                     | роль неизвестна         |                 |
| 1931      | «Красная мельница»      | The Red Mill                   | роль неизвестна         |                 |
| 1931      | «Нина Роза»             | Nina Rosa                      | роль неизвестна         |                 |
| 1931      | «Принцесса цирка»       | The Circus Princess            | роль неизвестна         |                 |
| 1931      | «Никки»                 | Nikki                          | «Лонгакр», Нью-Йорк     | Кэри Локвуд     |

## Кинонаграды и наследие

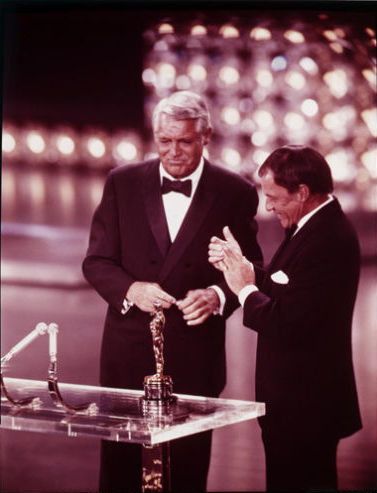
Кэри Грант и Фрэнк Синатра на вручении почётного «Оскара», 1970 год

Десять фильмов с участием Кэри Гранта были внесены в Национальный реестр фильмов Библиотеки Конгресса США. Среди них три фильма: «Воспитание крошки» (1938), «Филадельфийская история» (1940) и «К северу через северо-запад» (1959) входят в список «100 величайших американских кинофильмов» по версии Американского института киноискусства (AFI). Также два фильма «Дурная слава» (1946) и «К северу через северо-запад» (1959) попали в список «100 величайших фильмов всех времён» составленном журналом Entertainment Weekly. Согласно рейтинговым спискам, составленным AFI, восемь фильмов, среди которых: «Она обошлась с ним нечестно» (1933), «Топпер» (1937), «Ужасная правда» (1937), «Воспитание крошки» (1938), «Филадельфийская история» (1940), «Его девушка Пятница» (1940), «Мышьяк и старые кружева» (1944), «Мистер Блэндингз строит дом своей мечты» (1948) входят в список «100 самых смешных американских фильмов». Шесть его фильмов, в том числе «Дурная слава» (1946) «Поймать вора» (1955), «Незабываемый роман» (1957) были включены в рейтинг «100 самых страстных американских фильмов». Сам актёр занял второе место после Хамфри Богарта в списке «100 величайших звёзд кино за 100 лет».
За свою 46-летнюю актёрскую карьеру Кэри Грант был номинирован дважды на премию «Оскар», пять раз на «Золотой глобус» и единственный раз на премию BAFTA, а также был удостоен наград:
- 1960 — Давид ди Донателло (премия) в номинации «лучший иностранный актёр» («К северу через северо-запад»)[158];
- 1970 — Оскар — за выдающиеся заслуги в кинематографе[159][160].

## Ссылка
- Cary Grant (англ.) на сайте Internet Movie Database
- Cary Grant — Filmography (англ.). AllMovie.